# حرامية في كي جي تو (فلم)
حرامية في كي جي تو فيلم كوميدي رومانسي مصري من إنتاج عام 2001، بطولة كريم عبد العزيز وحنان ترك وماجد الكدواني وطلعت زكريا، من تأليف بلال فضل وإخراج ساندرا نشأت.

## قصة الفيلم
تدور أحداث الفيلم في قالب رومانسي كوميدي حول حسن (كريم عبد العزيز) الذي ورث السرقة أباً عن جد.. ويشترك حسن وزميله سباعي (طلعت زكريا) في سرقة خزنة القلعة ويتم القبض على سباعي ويتستر على حسن مقابل تربيتة لابنته نسمة (مها عمار) .. وهنا يواجه حسن المتاعب خاصة أنه يتحمل مسؤولية طفلة لايعرف عنها شيئا.. وتذهب نسمة إلى المدرسة وهناك يقابل مدرسة نسمة ريم (حنان ترك) وهنا تنشأ بينهم قصة حب وتكشف عن جانب إنساني بداخله يدفعها إلي تغيير حياته.

## بطولة
- كريم عبد العزيز
- حنان ترك
- ماجد الكدواني
- طلعت زكريا
- مها عمار
- محمد رجب
- نشوى مصطفى
- سعيد طرابيك
- زيزي مصطفى
- فؤاد خليل
- هانم محمد
- سامي مغاوري
- ميسرة
- محمد شومان

## فريق العمل
- إخراج: ساندرا نشأت
- إنتاج: لؤي عبد الله، وائل عبد الله
- توزيع: اوسكار للتوزيع ودور العرض
- تأليف: بلال فضل
- مونتاج: منى ربيع
- موسيقى تصويرية: هشام نزيه
- مدير التصوير: إيهاب محمد علي

## وصلات خارجية
- مقالات تستعمل روابط فنية بلا صلة مع ويكي بيانات
- صفحة الفيلم في قاعدة بيانات الأفلام العربية